# フランス山事件
フランス山事件（フランスやまじけん）は、1908年（明治41年）に宮崎県大河平村（現・宮崎県えびの市大河平）にて発生した、宮崎県初の労働争議である。

## 概要

### 製材所の設立
1877年（明治10年）、西南戦争の最中に宮崎県の大河平村（事件当時は、鹿児島県飯野の大河平地区）にて、薩軍士族による惨殺事件である大河平事件が発生した。被害者の父である大河平氏14代当主の大河平隆芳は、嫡子鷹丸とその妻子を殺害した者達に対する裁判費用、ならびに逮捕されず逃亡した犯人二名の捜索費用に多額の私財を投じたが、この費用捻出のため、フランス人実業家のデニーラリューに対し、所有する大河平地区の領地7,800haのうち樹齢数百年の手付かずの樹木の植わっていた200haの山を10万円（当時の金額）にて売却した。
デニーラリューは1903年（明治36年）頃、この山に東洋製材株式会社の製材所を設立、その飯野支店取締役となったが、以降この山一帯は、フランス山と呼ばれるようになった。
フランス山には、狗留孫峡から流れる狗留孫川（川内川の源流）を利用した水力発電所が設けられ、山から切り出された材木を運ぶ移動式レールや、フランス人用の社宅や耕地が開かれるなどしたことから、その物珍しさからここへ働きにくる日本人が相次いだ。

### 労働者の憤懣
製材所には働きにくる日本人が続出したものの、その賃金は安価で、技術者の月給が10円から20円、職工・大工の日給が63銭、見習い工の日給が35銭から45銭というものであった。また、朝6時から夕方の6時ないし7時まで働くという厳しい就労下にもあった。
少しずつ労働者の憤懣が溜まっていく折、ここで働く野添吉之助という者が、郷里から友人が訪ねて来たために会社を二日ほど無断欠勤したが、このことで会社側から解雇を言い渡される。会社側は野添の言い分を聞かなかったため、止むを得ず職長である吉松市之助と同僚の浜崎長市が代わりに会社側と交渉に及んだが、相手がフランス人であるために言葉が通じず、通訳兼、工場技師の今木七十郎一人を介しての交渉となったが、解雇決定は覆らなかった。これに労働者らは、会社側は温情が無さすぎるとして憤懣を募らせることとなった。
その後、労働者側は何度か賃上げ交渉にも及んだが、通訳一人を介しての話し合いと言うこともあり、労働者側と会社側の話が噛み合わず交渉が纏まることは無かった。そのことが会社側への憤懣を益々強め、更に今木が会社側に都合のよいように通訳しているとの疑念から、憤懣の矛先は今木に対しても及んだ。

### ストライキから暴動へ
1908年（明治41年）、吉松市之助らは職工ら54人を集めて抗議集会を開く。集会では即時ストライキを行うことが提言されたが、まずは低姿勢で再度の賃上げ交渉に及んでからということになった。しかし結局、交渉は会社側に一蹴されたため、全従業員がストライキに及んだ。
従業員は会社事務所前の広場に集まり、そこで吉松の音頭で談話などを聞いたが、それを終えると焼酎樽やビールなどが持ち込まれ皆で飲み始めた。やがて、吉松が酔った勢いでビール瓶を会社事務所へ投げ入れたのを切っ掛けに、他の従業員数十人が事務所への投石を始めた。遂に従業員は暴徒化し、吉松が抜身の日本刀を持ち出すと、他の者達もハンマーや棍棒などを手にして、事務所や工場、発電所などを次々と破壊し始めた。このとき今木らは事務所内にあったが、物陰に隠れており幸い無事だった。
吉松らは散々暴れまくった末に、酔いも手伝い広場にて寝入っていたところを、加久藤警察分署の巡査隊により捕縛された。

### 暴動収束後
その後、フランス側は駐日大使館員のオーギュスト・ジェラールに事件を調査させた上で、これを外国人の権益財産を侵した国際問題であるとして明治政府へ抗議を申し入れたが、外務大臣小村寿太郎の尽力により問題解決に至った。
また、その後の裁判により、リーダーの吉松には懲役6年、浜崎には重禁錮3年、その他の主だった者12名には罰金15円から25円が、それぞれ言い渡された。
この製材所は、後にイギリスとフランスの合弁による新会社に引き継がれたが、1912年（大正元年）8月の大洪水により材木や製品が流出し大損害を被った。そのため、九州林業株式会社に23万円で売却されたが、その会社も間もなく解散となった。